# Roboto
Roboto è un font neo-grotesque sans-serif sviluppato da Google LLC come font di sistema per i suoi sistemi operativi per dispositivi mobili Android e pubblicato nel 2011 per Android 4.0 "Ice Cream Sandwich".